# Coahoma (Texas)
Pour les articles homonymes, voir Coahoma.
Coahoma (en anglais [kəˈhoʊmə]) est une ville du comté de Howard, dans l'État du Texas, aux États-Unis. Sa population s’élevait à 831 habitants lors du recensement de 2010.

## Source
- (en) Cet article est partiellement ou en totalité issu de l’article de Wikipédia en anglais intitulé « Coahoma, Texas » (voir la liste des auteurs).